# ХК Трактор
ХК Трактор (рус. Трактор) је професионални хокејашки клуб из града Чељабинска који се такмичи у Континенталној хокејашкој лиги у Источној конференцији. Прве сезоне, 2008. године такмичио се у дивизији Тарасов, а наредне сезоне пребачен је у дивизију Харламов.

## Историјат
Клуб је основан 1947. године. У периоду од 1948. до 1953. звали су се Дзержинец. Године 1954. мењају име у Аванград и под тим називом су се такмичили до 1958. када добијају данашњи назив.
Између 1965. и 1968. Трактор се такмичио у другој лиги Совјетског Савеза. Захваљујући тренерима Виктору Стоиларову и Виктору Соколову клуб се вратио у прву лигу 1968. године.
Године 1973. Трактор је играо у финалу купа против ЦСКА, али и ако је водио 2:0 на крају је изгубио 5:2.
Трактор је у великој мери побољшао своју игру након што је тренер тима постао Анатолиј Костриуков. У сезони 1976/77, Трактор је освојио треће место, што им је најбољи резултат у Совјетским хокејашким првенствима.
У раним 1990-им, Трактор је два пута завршио трећи у домаћем првенству под вођством Валерија Белоусова. У касним 1990-им, почео је један слабији период за хокеј у Челабињску и Трактор је испао 1998. у ВХЛ лигу. У сезони 2005/06, тим је освојио другу лигу и поново се вратио у највишу лигу.
После сезоне 2006/07. у клуб је као тренер доведен Андреј Назаров. Под његовим вођством клуб је три године за редом играо у плеј-офу, али је сваки пут испадао у првом колу. Крајем 2010, Валериј Белоусов се вратио у клуб и постао први тренер. У сезони 2010/11. екипа није успела да се пласира у плеј-оф.
У сезони 2011/12. екипа се пласирала у финале запада.

## Резултати у КХЛ-у
| Сезона   | У  | П  | И  | Ип | ОБ | ГД  | ГП  | Место                       | Плеј-оф                                                |
| -------- | -- | -- | -- | -- | -- | --- | --- | --------------------------- | ------------------------------------------------------ |
| 2008/09. | 56 | 24 | 22 | 3  | 84 | 142 | 166 | 4. место, Дивизија Тарасов  | Изгубили у првој рунди, 0-3 (ХК Атлант)                |
| 2009/10. | 56 | 18 | 31 | 2  | 64 | 137 | 192 | 4. место, Дивизија Харламов | Изгубили у првој рунди, 1-3 (ХК Металург Магнитогорск) |
| 2010/11. | 54 | 14 | 26 | 1  | 64 | 142 | 166 | 5. место, Дивизија Харламов | Нису се квалификовали                                  |

 У - Одигране утакмице, П - Победа у регуларном делу, И - Пораз у регуларном делу, Ип - Пораз у продужетку, ОБ - Освојени бодови, ГД - Постигнути голови, ГП - Примљени голови

## Састав тима
| Голмани |                           |                     |            |
| Број    | Националност              | Име                 | Годиште    |
| 1       | Русија                    | Владислав Фокин     | 08.06.1986 |
| 34      | Канада                    | Мајкл Гарнетт       | 25.11.1982 |
| 73      | Русија                    | Иља Проскурјаков    | 21.02.1987 |
| Одбрана |                           |                     |            |
| Број    | Националност              | Име                 | Годиште    |
| 2       | Сједињене Америчке Државе | Дерон Куинт         | 12.03.1976 |
| 6       | Русија                    | Константин Плаксин  | 15.10.1990 |
| 11      | Русија                    | Дмитриј Рјабикин    | 24.03.1976 |
| 22      | Канада                    | Рејмон Жиру         | 20.07.1976 |
| 25      | Русија                    | Јевгениј Катичев    | 03.09.1986 |
| 29      | Казахстан                 | Алексеј Василченко  | 29.03.1981 |
| 36      | Русија                    | Александар Шинин    | 07.01.1984 |
| 51      | Украјина                  | Генадиј Разин А     | 03.02.1978 |
| 81      | Русија                    | Александр Рјазанцев | 15.03.1980 |
| 89      | Русија                    | Никита Нестеров     | 28.03.1993 |
| Напад   |                           |                     |            |
| Број    | Националност              | Име                 | Годиште    |
| 8       | Русија                    | Егор Дугин          | 04.11.1990 |
| 9       | Русија                    | Андреј Попов        | 15.07.1988 |
| 15      | Русија                    | Антон Глинкин       | 28.10.1988 |
| 17      | Русија                    | Дмитриј Сајустов    | 13.02.1988 |
| 18      | Русија                    | Максим Мамин        | 17.05.1988 |
| 23      | Русија                    | Станислав Чистов    | 07.04.1983 |
| 27      | Финска                    | Петри Контиола      | 04.10.1984 |
| 28      | Русија                    | Максим Јакуценја    | 14.02.1981 |
| 38      | Чешка                     | Јан Булис           | 18.03.1978 |
| 44      | Русија                    | Константин Панов А  | 29.06.1980 |
| 50      | Русија                    | Александр Бутурлин  | 03.09.1981 |
| 57      | Русија                    | Владимир Антипов К  | 14.01.1978 |
| 59      | Русија                    | Сергеј Пајор        | 29.06.1984 |
| 71      | Русија                    | Антон Бурдасов      | 09.05.1991 |
| 88      | Русија                    | Максим Шалунов      | 31.01.1993 |
| 92      | Русија                    | Јевгениј Кузнецов   | 19.05.1992 |